# 普雷托里奥宫
普雷托里奥宫（Palazzo Pretorio）是意大利特伦托的一座建筑，位于主教座堂广场18号，1963年成为特伦托教区博物馆（Museo Diocesano Tridentino）。

## 历史
普雷托里奥宫建于9-10世纪，曾为主教驻地，又名主教宫。
1255年主教驻地迁往布翁孔西格利奥城堡，导致此处被废弃。。17世纪该建筑修复，但改变了建筑原有的罗马式外观，1950年代按历史风貌恢复。